# Benningen
Pour l’article homonyme, voir Benningen am Neckar.
Benningen est une commune de Bavière (Allemagne), située dans l'arrondissement d'Unterallgäu, dans le district de Souabe.

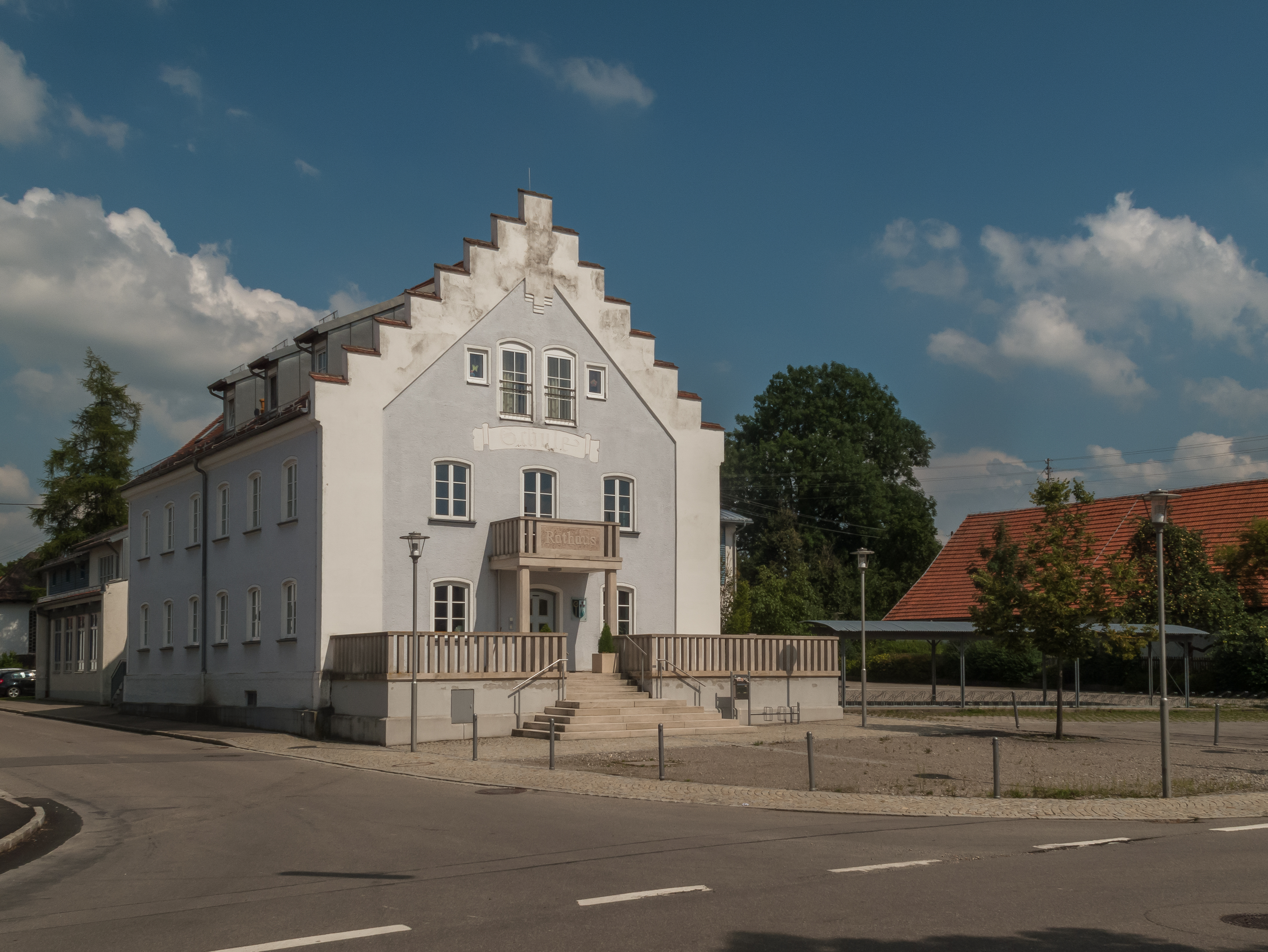
Benningen, hôtel de ville

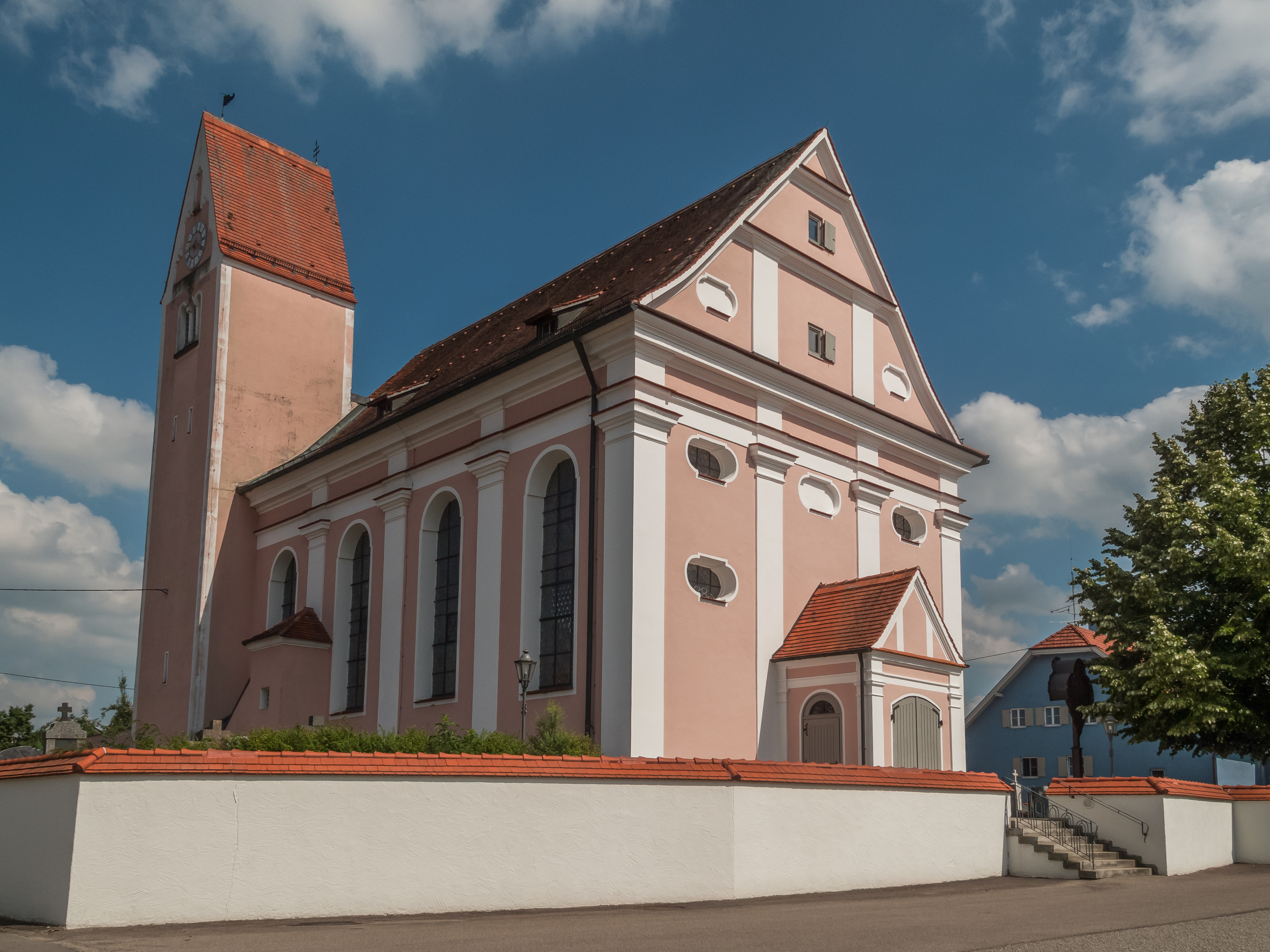
Benningen, église: die katholische Pfarrkirche Sankt Peter und Paul